# Le Magicien de la Grande Ourse
Le Magicien de la Grande Ourse est le deuxième album de la série Le Scrameustache de Gos. L'histoire est publiée pour la première fois du no 1866 au no 1884 du journal Spirou, puis en album en 1974.

## Personnages
- Le Scrameustache
- Khéna
- L'oncle Georges
- Pen-du
- Falzar

## Résumé
L'oncle Georges reçoit un mystérieux message, de son ami breton Pen-du, expliquant qu'il a un problème. Arrivant chez lui, le Scrameustache, Khéna et l'oncle Georges découvrent que Pen-du est doté d'une tête de taureau, victime d'un mauvais sort d'un certain Falzar.
Le Scrameustache devra mettre fin aux agissements de ce sombre personnage.